# Cantón de Saint-Chamond-Norte
El cantón de Saint-Chamond-Norte era una división administrativa francesa, que estaba situada en el departamento de Loira y la región de Ródano-Alpes.

## Composición
El cantón estaba formado por una fracción de la comuna que le daba su nombre:
- Saint-Chamond

## Supresión del cantón de Saint-Chamond-Norte
En aplicación del Decreto n.º 2014-260 de 26 de febrero de 2014, el cantón de Saint-Chamond-Norte fue suprimido el 22 de marzo de 2015 y su fracción de comuna pasó a formar parte del nuevo cantón de Saint-Chamond.